# Межи (Покровский район)
Межи (укр. Межі) — село, Маломихайловский сельский совет, Покровский район, Днепропетровская область, Украина.
Село ликвидировано.
Находилось на расстоянии в 2 км от пгт Чаплино и сёл Отришки и Хуторо-Чаплино (Васильковский район).